# Xylosma schwaneckeana
Xylosma schwaneckeana là một loài thực vật có hoa trong họ Liễu. Loài này được (Krug & Urb.) Urb. miêu tả khoa học đầu tiên năm 1899.